# متحف خوتان الثقافي
متحف هوتان الثقافي هو متحف في خوتان، شينجيانغ، الصين. تأسس المتحف عام 1995.

## أصل المتحف والمدينة
مدينة هوتان هي واحدة من المراكز الثقافية في منطقة شينجيانغ الويغورية ذاتية الحكم، وهي واحة قديمة على حافة صحراء تكلامكان. على مدى ألفي عام، كانت خوتان جزءًا من دول آسيا الوسطى الكبرى. تاريخ المدينة غني ومتنوع، كما يتضح من العديد من الآثار المادية والثقافية المكتوبة والمعروضة في متحف هوتان الثقافي أو متحف هيتيان الثقافي.

## الوصف والمحتويات[3]
المتحف صغير نسبياً. وقد جمع المعلم أكثر من 10000 معلم من ثقافة الواحة القديمة والوسطى، بالإضافة إلى حوالي 600 سجل مكتوب، والعديد من المخطوطات البوذية قديمة.
واحدة من أكثر المعروضات شعبية هي خريطة قديمة عن طرق الحرير، والتي ميزت المدينة القديمة. وينقسم معرض متحف هوتان الثقافي إلى قسمين:
- في الطابق الأرضي، هناك مجموعة من آثار الحضارات القديمة، التي كانت موجودة في السابق في إقليم تركستان الشرقية. هناك يمكن مشاهدة أدوات السيراميك والمجوهرات والأدوات المنزلية. بالإضافة إلى ذلك، يحتوي المتحف على أجزاء من المقابر القديمة والتوابيت التي يعود تاريخها إلى عدة آلاف من السنين. يعتبر أحد أثمن المعروضات مومياء لفتاة ورجل تبلغ من العمر أكثر من 1500 عام.
- يحتوي الطابق الأول للمتحف على مجموعة تسمى بشكل غير رسمي الأويغور. وهذا القسم يُظهر ثقافة الأويغور لزوار المتحف. هناك يمكن مشاهدة الملابس والمجوهرات القديمة التي تم عملها بواسطة أيدي الأساتذة القدماء، بالإضافة إلى العديد من الأعمال الفنية الأويغورية.